# Aveleda (Braga)
Aveleda is een plaats (freguesia) in de Portugese gemeente Braga en telt 2 253 inwoners (2001).